# Тёплое (Полтавская область)
Тёплое (укр. Тепле) — село,
Вельбовский сельский совет,
Миргордский,
Полтавская область,
Украина.
Код КОАТУУ — 5320481703. Население по переписи 2001 года составляло 506 человек.
Географическое положение
Село Тёплое находится в 3,5 км от села Веприк.
По селу протекает пересыхающий ручей с запрудой.
Рядом проходит автомобильная дорога Т-1706.

## История
- 1923 — дата основания.

## Экономика
- Птице-товарная ферма.
- Коровья ферма

## Объекты социальной сферы
- Школа І—ІІ ст.
- Детский Сад

## Достопримечательности
- Братская могила советских воинов.